# 김명신 (1956년)
김명신(1956년 9월 3일 ~ )은 대한민국의 정치인이다.

## 학력
- 2014년 서울시립대학교 대학원 사회복지 박사과정
- 2004년 성공회대학교 대학원 사회학과 석사
- 1979년 국민대학교 국어국문학과 학사

## 경력
- 2010.08 ~ 2012.02 제8대 서울특별시의회 친환경무상급식지원특별위원회 위원
- 2010.07 ~ 2012.07 제8대 서울특별시의회 교육상임의원
- 2010.07 ~ 2014.05 제8대 서울특별시의회 의원
- 연세대학교 겸임교수
- 더불어민주당 당무위원